# نيد أيريش
نيد أيريش (بالإنجليزية: Ned Irish) هو صحفي أمريكي، ولد في 6 مايو 1905 في ليك جورج في الولايات المتحدة، وتوفي في 21 يناير 1982 في نيويورك في الولايات المتحدة.